# 阿姆斯特丹泛欧交易所

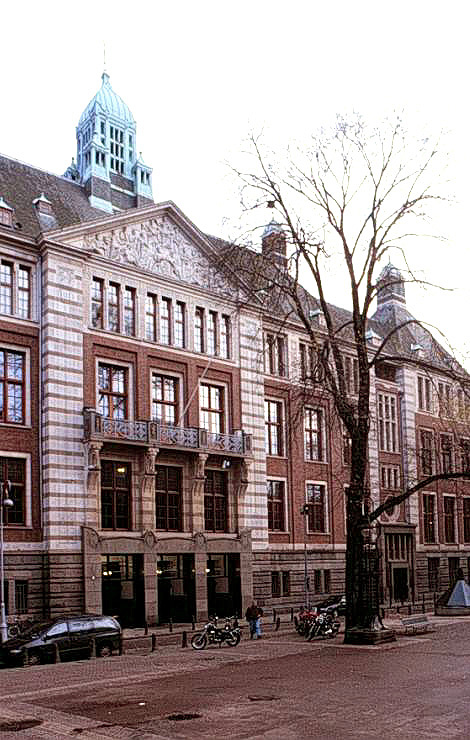
阿姆斯特丹证券交易所（属泛欧交易所），位于交易所广场（Beursplein）5号

阿姆斯特丹泛欧交易所（Euronext Amsterdam），原阿姆斯特丹证券交易所（荷蘭語：Amsterdamse effectenbeurs），是位于荷兰阿姆斯特丹的证券交易市场，由荷兰东印度公司于1602年创建，是世界上最古老的證券交易所。2000年9月22日，阿姆斯特丹证券交易所与布鲁塞尔证券交易所和巴黎证券交易所合并成立了欧洲证券交易所。